# Metropolitana di Bruxelles
La metropolitana di Bruxelles (in francese métro de Bruxelles, in olandese Brusselse metro) è un sistema di trasporto metropolitano che raggiunge gran parte della Regione di Bruxelles-Capitale, in Belgio. È composto da una rete di quattro linee di metropolitana (1, 2, 5, 6) e tre di metropolitana leggera o premetro (4, 7, 10, 25), su cui viaggiano gli stessi tram operanti in superficie, progettate per essere in futuro convertibili in linee metropolitane tradizionali.
La metropolitana di Bruxelles è gestita da Société des Transports Intercommunaux Bruxellois - Maatschappij voor het Intercommunaal Vervoer te Brussel.

## Storia
La maggior parte del tratto comune alle prime due linee (tra le fermate De Brouckère e Schuman) fu aperto nel 1969 come "premetro" e poi convertito nel 1976 in due linee di metropolitana (che erano all'epoca considerate una sola linea con due diramazioni).

## Rete
A partire dal 4 aprile 2009 le quattro linee sono le seguenti: 
- Linea 1 da Bruxelles Ovest ad ovest fino a Stockel/Stokkel all'estremità orientale (precedentemente parte della linea 1B);
- Linea 2 linea circolare con inizio e fine a Simonis;
- Linea 5 dalla Erasme/Erasmus a sudovest alla Herrmann-Debroux a sud est (combina alcuni tratti della ex linee 1A e 1B);
- Linea 6 dalla Roi Baudouin a nord ovest a Simonis (comprende l'anello della linea 2; combina l'ex linea 2, la nuova connessione, e un ramo della ex linea 1A).

| Line 1 (M)                            | Line 2 (M)            | Line 5 (M)                            | Line 6 (M)                           |
| ------------------------------------- | --------------------- | ------------------------------------- | ------------------------------------ |
| - Bruxelles Ovest - Stockel / Stokkel | - Simonis - Elisabeth | - Erasme / Erasmus - Herrmann-Debroux | - Roi Baudouin - Simonis (Elisabeth) |

Sviluppo della metropolitana fino al 2006
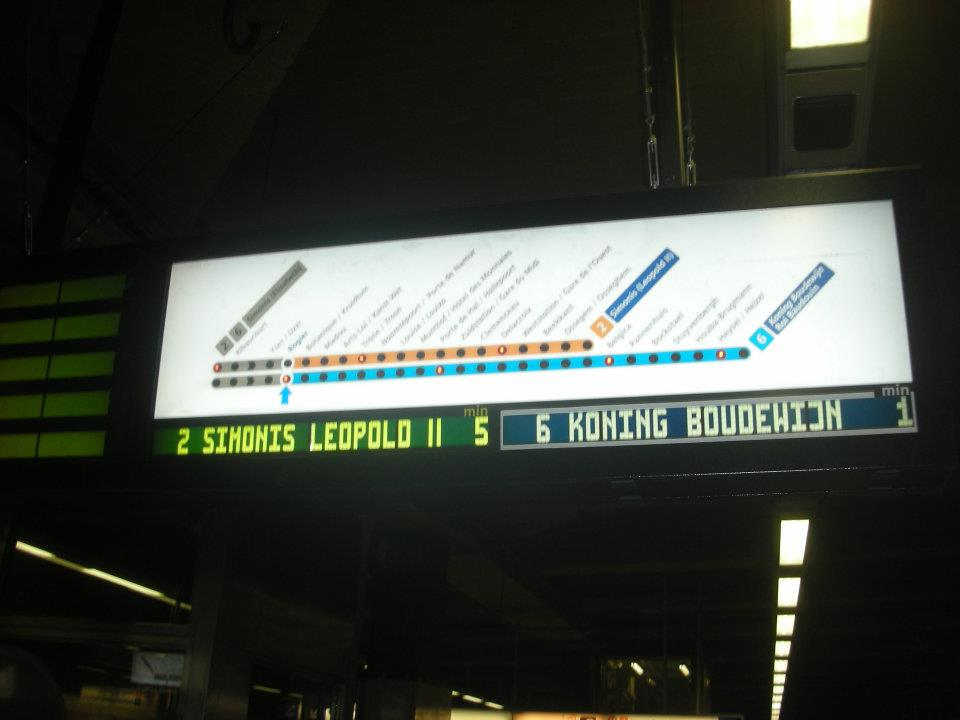
Pannello informativo nella stazione di Rogier